# 平場校正

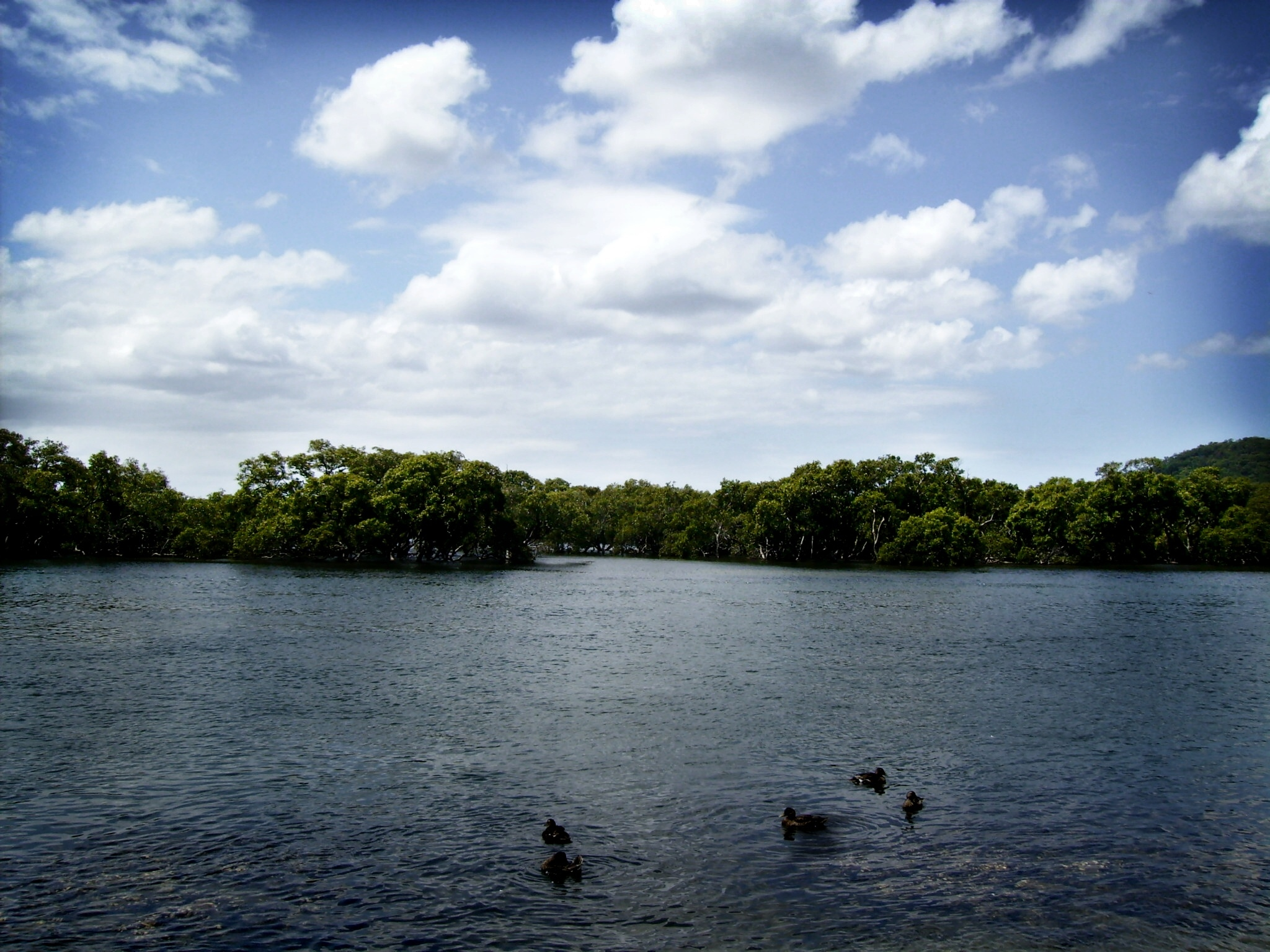
這張照片的邊緣較暗，這種變化稱為渐晕，可以通過選擇性地增亮圖像的邊緣來校正。

平場校正(FFC,flat-field correction) 是一種用於提高成像品質的技術。它消除了由探測器(detector)的像素間靈敏度變化和光路扭曲引起的圖像偽影的影響。這是一種從個人的數位相機到大型的天文望遠鏡都會使用的標準校準流程。

## 概述
平場校正是用來補償探測器中不同增益(gain)和暗電流的方法。只要探測器有經過和適地平場校正，信號便會均勻的輸出（故稱平場）。這也意味著要是平場後影像上仍檢出異常訊號，那都是由於待測物引起的，而非量測誤差。
平場圖像是藉由對均勻照明的物體進行成像來得到的，例如在整個畫面上都是均勻顏色與亮度的圖像。對於手持相機來說，平場圖像可能是一臂之遙的一張紙(顏色、亮度均勻)，但望遠鏡的話經常會在黃昏時拍攝一片晴朗的天空，這時的陽光照明均勻，並且可見的星星很少。獲取圖像後，就可以開始進行平場處理。
平場的每個像素皆由兩個數字組合而成，即像素的增益及其暗電流（或稱暗幀）。像素增益是指探測器給出的信號量與進光量（或等效物）的變化比。增益幾乎都是線性變化，因此可以把增益簡單地當成輸入和輸出信號的比率。暗電流則是沒有入射光時檢測器自己發出的信號量（因此稱暗幀）。在許多探測器中，這也是與時間有關的函數，例如在天文望遠鏡中，通常會用預計拍攝時的曝光時間先拍攝暗幀，以進行對照。而光學系統的增益和暗幀也可以通過使用一系列中性密度濾光片來建立，以得出輸入/輸出信號，並應用最小平方法擬合來獲得暗電流和增益的值。{\displaystyle C={\frac {(R-D)\times m}{(F-D)}}=(R-D)\times G}符號所代表的意思：
- C = 校正後圖像
- R = 原始圖像
- F = 平場圖像
- D = 暗場或暗框
- m = ( F − D ) 的平均值
- G = Gain= {\displaystyle m \over (F-D)} [2]

在此方程中，大寫字母為二維矩陣，小寫字母是純量。所有矩陣運算都是按逐個元素執行的。
為了讓天文攝影師抓到光幀，他們必須將光源放置在相機的物鏡上方，以便光源通過光學儀器仍均勻地發出。然後，攝影師必須調整成像設備（電荷耦合器件(CCD) 或互補式金屬氧化物半導體(CMOS)）的曝光值，以便在查看圖像的像素值時，讓像素值達到成像設備極限的一定比例(像素值的最大範圍）約 40 – 70% 左右。攝影師通常拍攝 15 – 20 個光幀並計算其中間值堆疊。一旦拍攝到所需的光幀後，就將物鏡蓋住，不再讓光線進入，然後拍攝 15 – 20 個暗幀，每個暗幀的曝光時間皆與光幀相同。而這也被稱為暗平場。

## 在 X 光成像中
在X光成像中，獲取的投影圖像通常會受到固定圖案噪聲(fixed-pattern noise)的影響，這也是圖像品值的限制條件之一。它可能是因為光束不均勻或光子轉換率不均勻，而導致的探測器對應增益變化、電荷傳輸損失、電荷捕獲或是讀出性能之變化。此外，閃爍體屏幕的表面可能會有落塵或划痕，從而導致每個影像中都會出現像同特徵ㄉ圖案。
在斷層掃描(CT) 中，固定圖案噪聲會顯著降低空間分辨率，且常會導致重建圖像時環狀或帶狀的偽影。而使用平場校正則可以輕鬆地消除固定圖案噪聲。在傳統的平場校正中，在開啟和關閉X光的情況下拍攝空的投影圖像，這被稱為平場（F）與暗場（D）。基於獲取的平場和暗場，測量的樣品投影圖像 (P) 可以根據以下公式歸一化為新圖像 (N)：{\displaystyle N={\frac {(P-D)}{(F-D)}}}

## 動態平場校正
雖然傳統的平場校正可說是一種優雅且簡單的方式，能夠大大的降低固定圖案噪聲，但在很大程度上需要依賴於 X 光的穩定性、閃爍體響應和 CCD 的靈敏度。然而，在現實中，不可能每次拍攝都有相同的環境。
事實上，探測器元件的特點是其與強度相關的非線性響應函數，並且經常表現出與時間相關卻夠均勻的特性，這也使得傳統的平場校正變得不夠完美。在X 光斷層掃描中，許多因素都可能會導致平場變化：加速器彎曲磁體的不穩定、反射鏡與單色儀中的水冷卻導致的溫度變化，或是閃爍體和其他束線物件的振動。末者是影響最大的原因。為了處理這種變化，可以採用動態平場校正來估算出每個單獨投影的平場。通過在掃描之前或之後拍攝的一組平場的主成分分析，可以計算出特徵平場。然後便可以使用特徵平場的線性組合來單獨標準化每個 X 光影像：{\displaystyle N_{j}={\frac {P_{j}-{\bar {D}}}{{\bar {F}}+\sum _{k}w_{jk}u_{k}-{\bar {D}}}}}
- {\displaystyle N_{j}} = 強度歸一化的 X 光影像
- {\displaystyle P_{j}} = 原始  X 光影像
- {\displaystyle {\bar {F}}} = 平均平場圖像（平場的平均值）
- {\displaystyle u_{k}} = k-th 特徵平場
- {\displaystyle w_{jk}} = 特徵平場的權重{\displaystyle u_{k}}
- {\displaystyle {\bar {D}}} = 平均暗場（暗場的平均值）

## 參閱
- 偏置框架(Bias frame)
- 暗框(Dark frame)
- 固定模式噪声(Fixed-pattern noise)
- 渐晕(Vignetting)

## 延伸閱讀
- V. Van Nieuwenhove, J. De Beenhouwer, F. De Carlo, L. Mancini, F. Marone, and J. Sijbers. . Optics Express. 2015, 23 (21): 27975–27989  [2023-07-24]. Bibcode:2015OExpr..2327975V. PMID 26480456. doi:10.1364/OE.23.027975. hdl:10067/1302930151162165141 . （原始内容存档于2023-05-12）.